# Ball del ciri de Castellterçol
El Ball del ciri de Castellterçol és una dansa tradicional que es balla al municipi de Castellterçol. Es balla tradicionalment a la Plaça Vella de la vila durant la festa major, que comença el quart cap de setmana d'agost. Concretament és balla el dilluns. Té la consideració de ball ancestral del patrimoni de Catalunya i té una tradició secular.
Es tracta d'un ball cerimoniós que solemnitzava el canvi d'administradors de l'altar dels sants màrtirs copatrons de Castellterçol. La dansa la ballen sis parelles (home i dona). Tres de les quals ja ballaren el ball del ciri l'any anterior, mentre que les altres tres són parelles novelles. Les parelles veteranes tenen la missió de cuidar durant l'any les flors de l'altar major de l'església. Tasca que assumiran les parelles novelles l'any següent. El ritual consisteix que, en un moment del Ball, les tres parelles veteranes fan entrega dels objectes que simbolitzen el càrrec a les altres tres parelles que representen ser els administradors nous. Els objectes simbòlics que s'entreguen són: el ciri ornat amb flors i l'almorratxa. Els balladors ruixen els espectadors que hi acosten mocadors, esperant obtenir una mica de la fragància. Els tres nois veterans, a més a més, llencen l'ampolla de colònia per sobre de l'ajuntament durant els últims compassos del ball, simbolitzant així el final de la seva tasca. L'últim dels nois, abans de llançar-la definitivament, farà algunes fintes.
El vestuari que s'utilitza en aquest ball és el mateix que s'utilitza per a la Dansa de Castellterçol. Les noies vesteixen faldilla o vestit i mantellina, mentre que els nois duen jaqueta i pantaló llarg, camisa blanca, corbata o llacet i barret de copa alta.
El ball té una estructura rítmica binaria en els dos temes principals i després les pavanes i la sardana.